# Compsoptera obscura
Compsoptera obscura là một loài bướm đêm trong họ Geometridae.